# Lambert Simnel
Lambert Simnel (1477 – 1525) era un pretendente al trono inglese. Assieme a Perkin Warbeck fu uno dei due usurpatori che cercarono di rovesciare re Enrico VII verso la fine del XV secolo. Simnel divenne il simbolo di una ribellione yorkista organizzata da John de la Pole, I conte di Lincoln. La rivolta fu soffocata nel 1487. Simnel fu graziato e successivamente trovò lavoro nelle cucine reali.

## Primi anni di vita
Lambert Simnel nacque attorno al 1477. Il suo vero nome è ignoto (i cronisti contemporanei lo chiamano John, non Lambert) e il suo stesso cognome è dubbio. Le fonti discordano sulle origini della sua famiglia, alcune sostengono che fosse una famiglia di fornai o commercianti, altre parlano di costruttori di strumenti musicali. Al di là di queste supposizioni, è possibile affermare che era di umili origini. All'età di circa dieci anni, divenne allievo di un prete educato ad Oxford di nome Roger Simon (chiamato anche Richard Symonds, Richard Simons e William Symonds) che decise di impartirgli un'educazione tale, un giorno, da permettergli di diventare monarca, conscio della debolezza del potere centrale; lo educò così secondo i costumi di corte. Un contemporaneo lo descrisse come "un ragazzo così colto che, se avesse governato, lo avrebbe fatto da uomo colto."

## Pretendente
Simon notò una notevole somiglianza tra Lambert e i figli di re Edoardo IV, tanto che inizialmente lo presentò come Riccardo, secondo figlio del re, il più giovane degli scomparsi principi nella Torre. Tuttavia, quando sentì le voci che Edoardo Plantageneto, XVII conte di Warwick, era morto durante la sua prigionia nella torre di Londra, cambiò idea. Il vero Warwick era un ragazzo di circa la stessa età e avanza pretese al trono come figlio di Giorgio Plantageneto, I duca di Clarence, fratello minore di re Edoardo IV.
Secondo James A. Williamson, Simnel era soltanto una figura di spicco per una ribellione che era già stata programmata per gli York:
Simon diffuse la voce che Warwick era in realtà fuggito dalla Torre ed era sotto la sua tutela. Guadagnò un certo supporto dagli yorkisti e portò Simnel in Irlanda, dove la causa yorkista trovava ancora supporto, e lo presentò al capo del governo irlandese, Gerald FitzGerald, VIII conte di Kildare. Kildare era disposto a sostenere la storia e a invadere l'Inghilterra per rovesciare re Enrico. Simnel fu fatto sfilare per le strade, portato sulle spalle "dall'uomo più alto del tempo", un individuo chiamato D'Arcy di Platten. Il 24 maggio 1487, Simnel fu incoronato nella cattedrale di Dublino come "re Edoardo VI". Aveva circa dieci anni. Lord Kildare raccolse un esercito di soldati irlandesi sotto il comando di suo fratello minore, Thomas FitzGerald di Laccagh.
Il conte di Lincoln, già successore designato del defunto re Riccardo III, si unì alla congiura contro Enrico VII. Si recò in Borgogna, dove la zia di Warwick Margherita di York, duchessa vedova di Borgogna, teneva la sua corte. Lincoln affermò che aveva preso parte alla presunta fuga del giovane Warwick. Incontrò anche Francis Lovell, I visconte Lovell, che aveva sostenuto una rivolta yorkista fallita nel 1486. Margherita raccolse duemila mercenari fiamminghi che spedì in Irlanda sotto il comando di Martin Schwartz, noto capo militare del tempo. Il 5 maggio arrivarono in Irlanda. Re Enrico venne informato di questo e cominciò a raccogliere le sue truppe.
L'esercito di Simnel sbarcò sull'isola di Piel, in Lancashire, il 5 giugno 1487 e furono raggiunti da alcuni sostenitori inglesi. Tuttavia, la maggior parte dei nobili locali, con l'eccezione di Sir Thomas Broughton, non si unirono a loro. Essi si scontrarono con l'esercito reale il 16 giugno nella battaglia di Stoke Field e vennero sconfitti. Lincoln, Thomas FitzGerald e Sir Thomas Broughton rimasero uccisi. Lovell scomparve; ci furono alcune voci che lo volevano fuggito e nascosto per evitare ritorsioni. Simons evitò l'esecuzione grazie al suo status di sacerdote ma rimase imprigionato per tutta la vita. Kildare, che era rimasto in Irlanda, fu graziato.

## Vita successiva
Re Enrico graziò il giovane Simnel probabilmente perché lo ritenne semplicemente un burattino nelle mani di adulti e lo mise a lavorare nelle cucine reali come addetto allo spiedo. Più tardi divenne falconiere. Quasi nessuna informazione sulla sua vita successiva è nota. Morì in un intervallo di tempo tra il 1525 e il 1535. Sembra che fosse sposato, essendo probabilmente il padre di Richard Simnel, canonico del Priorato di San Osyth nell'Essex durante il regno di Enrico VIII.

## Nella cultura di massa
Nella miniserie della BBC del 1972 The Shadow of the Tower, Simnel venne interpretato da Gary Warren.